# 18电视网集团
18电视网传媒与投资有限公司（英語：Network18 Media & Investments Limited），非正式的名称为“18电视网集团（Network18 Group）”，是印度一家媒体与传播公司，由信实工业持有大多数股份。自2020年进行重组以来，除了海斯威有线与数据公司的母公司是它的子公司之外，它也是电视18广播有限公司和丹电视网有限公司的母公司。同时，它也是与维亚康姆CBS公司合资的维亚康姆18传媒私人有限公司的大股东。